# Leon Romanowski
Leon Romanowski, także Bożawola-Romanowski (ur. ok. 1800, zm. 25 grudnia 1882 w Sławucie na Wołyniu) – polski prawnik, heraldyk, literat.
Uczęszczał do gimnazjum w Winnicy, później ukończył (prawdopodobnie) studia prawnicze. Odbył praktykę przy trybunale podolskim, pracował jako obrońca sądowy, a od 1840 był doradcą prawnym książąt Sanguszków w Sławucie na Wołyniu. Od około 1860 porządkował rodzinne archiwum Sanguszków i rozpoczął pracę nad rodowodem książąt. Tej pracy nie ukończył, ale ogłosił szereg artykułów heraldycznych, korzystając z zasobów archiwum, m.in. Do historii domu x. Ostrogskich i Lubartowiczów (1871/1872), Eustachy książę Sanguszko (1879), Rodowód Potockich hrabiów herbu Pilawa (1882). Ponadto był autorem utworów poetyckich, okolicznościowych i religijnych, m.in. pieśni Zdrowaś Marya; ogłosił humoreskę Pan Jakub Szpala (1882).